# Abbas ibn Schuaib (Fatimide)
Abu Haschim Abbas ibn Schuaib ibn Dawud ibn al-Mahdi (arabisch أبو هاشم العباس بن شعيب بن داود بن المهدي, DMG Abū Hāšim al-ʿAbbās ibn Šuʿaib ibn Dāwud ibn al-Mahdī; † 1025 in Kairo) war ein Prinz (amīr) der schiitischen Kalifendynastie der Fatimiden und der designierte Nachfolger seines Cousins al-Hakim für das Imamat der Schia der Ismailiten.
Prinz Abbas war ein Urenkel des Dynastiegründers al-Mahdi (gest. 934) und lebte zunächst im Prinzenviertel der Palaststadt Kairo. Zur Überraschung aller wurde er im Jahr 1013 von seinem Cousin Kalif al-Hakim im Rahmen einer doppelten Thronfolge zum Nachfolger für die Würde des „Vorstehers“ (imām) der Schia der Ismailiten designiert, die seit der Gründung des Fatimiden-Kalifats ex officio mit der Kalifenwürde verbunden war, und dazu mit dem Titel „Thronfolger der Gläubigen“ (walī ʿahd al-muʾmimīn) ausgezeichnet. Zugleich wurde ein weiterer Cousin, Prinz Abdarrahim, als „Thronfolger der Muslime“ (walī ʿahd al-muslimīn) für die Nachfolge im Kalifat proklamiert. Mit dieser Nachfolgeregelung beabsichtigte al-Hakim eine Trennung von weltlicher und religiöser Macht, indem das weltliche Kalifat von allen religiösen Implikationen befreit zukünftig von allen Muslimen, Schiiten wie Sunniten, als höchste staatliche Instanz angesehen werden konnte. Das Imamat der Ismailiten sollte sich dagegen nur noch auf die religiöse Leitung ihrer Mission (daʿwa) und deren gläubige Anhängerschaft beschränken, analog zu den anderen innerhalb des Fatimiden-Kalifats bestehenden Glaubenskonfessionen der Sunniten, Christen und Juden. Der Staat der Fatimiden sollte damit seines ismailitischen Charakters entkleidet werden.
Bemerkenswert an der Nachfolgeregelung für das Imamat war der mit ihr von al-Hakim beabsichtigte Bruch der linearen Vererbung des mit der Würde verbundenen Charismas (baraka), jenes hervorragende und unteilbare Merkmal, das den Inhaber zur Dekodierung des inneren Sinns (bāṭin) hinter dem äußerlichen Wortlaut (ẓāhir) der koranischen Offenbarung befähigt. In der Vorstellung der Ismailiten wird dieses Charisma üblicherweise vom Vater auf den Sohn übertragen, aber schon in der Designation (naṣṣ) des Ali durch dessen Vetter Mohammed am Teich von Chumm konnte sich al-Hakim auf einen Präzedenzfall berufen. Durch die Übergehung seines eigenen Sohnes, Prinz Ali, konnte al-Hakim die beabsichtigte Trennung von weltlichem Kalifat und geistlichem Imamat gegenüber den Untertanen unmissverständlich Vermitteln.
Wie alle damals lebenden Vertreter der fatimidischen Staatsführung wurde auch Prinz Abbas im Kanon der Drusen, einer extremen Splittergruppe der Ismailiten, als einer der Widersacher ihrer Lehre genannt, die in der Person des al-Hakim keinen sterblichen Menschen, sondern die physische Inkarnation des Schöpfergottes (Allāh) selbst erkannte. Das Verschwinden al-Hakims am 13. Februar 1021, das für die Drusen zur Bestätigung ihres Glaubens gereichte, hatte seine doppelte Nachfolge obsolet werden lassen. Die führende Hofkamarilla um der Prinzessin Sitt al-Mulk verwarf umgehend seine testamentarische Verfügung und proklamierte stattdessen den jungen Prinz Ali unter dem Herrschernamen az-Zahir zum neuen Kalif und Imam. Prinz Abbas wurde „mit dem Schwert über dem Haupte“ zum Verzicht auf sein Nachfolgerecht für das Imamat genötigt. Danach wurde er für einige Zeit in einen Kerker gesperrt, konnte dann aber wohl wieder ein Leben im Prinzenviertel der Palaststadt Kairo führen. Als er vier Jahre später starb, wurde er im Mausoleum der Fatimiden bestattet.